# Frits van Swoll
Frits van Swoll (Soerabaja, 13 juli 1939) is een Nederlands fotograaf en muziekproducent.

## Loopbaan
Van Swoll begon zijn muzikale loopbaan begin jaren zestig als recorder/editor bij platenmaatschappij Phonogram.
Door zijn passie voor jazzmuziek was Van Swoll zeer actief als fotograaf bij jazzconcerten. Zijn fotografie viel in de smaak en zijn foto's werden gebruikt voor platenhoezen van onder anderen Thelonious Monk, Miles Davis, Oscar Peterson en Dizzy Gillespie. Ook van niet-jazzartiesten als Boudewijn de Groot, Lenny Kuhr, de Golden Earring en Martine Bijl en diverse platen in het klassieke repertoire werden zijn foto's gebruikt.
In de jaren tachtig was Van Swoll verantwoordelijk voor promotie en repertoire bij Dureco. Onder Dureco's label High Fashion Music maakte hij het muziekgenre Italo disco bekend in Nederland en had hij diverse bekende Italo disco artiesten onder contract, waaronder Fun Fun en Sabrina. In de jaren negentig maakte Van Swoll ook de videoclips van artiesten zoals Anouk en DI-RECT.
Vanaf 2000 richtte Van Swoll zijn pijlen op loungemuziek en bracht hij onder zijn label Silver Angel Records. jaarlijks het compilatiealbum Ibiza Beats uit. In 2016 publiceerde hij samen met voormalig NOS-verslaggever Philip Freriks het boek My Jazz Moments. In het najaar bracht Frits van Swoll het nieuwe boek: 'Vinyl in Stills'. Een fotoboek met beelden van bekende Nederlandse en buitenlandse artiesten uit de periode ’60 -’70, waaronder Toots Thielemans, Bonnie St. Claire, The Golden Earring, Benny Neyman, Simon Carmiggelt, Jules de Corte en vele anderen.

## Exposities
- Bimhuis, Amsterdam
- Sint Aegtenkapel, Amersfoort
- Grafisch Atelier, Hilversum
- café Wisseloord, Hilversum (lopende expositie)
- Mahogany Hall Jazz Club, Edam